# 魔法戦士シリーズ
魔法戦士シリーズ（）は、アダルトゲームメーカーであるTriangleの出世作となっている18禁陵辱アドベンチャーゲームシリーズ。

## 概要
「陵辱される変身ヒロイン」を題材として、Triangleが2002年に生み出した6作目の作品『魔法戦士スイートナイツ』から始まった。以降は、Triangleの看板作品として次々と発売されたこれら魔法戦士系の作品が『魔法戦士シリーズ』と呼ばれ、他のアダルトゲームメーカーの作品にも影響を与えることになった。
敵の魔の手に落ちて陵辱されているヒロイン自身がシチュエーションを実況してくれるという、独特のスタイルを確立している。そのスタイルはほぼ全シリーズに継承されており、ほとんどの作品は魔法戦士達と敵対している悪役が主人公＝プレイヤーとなっている点も特徴である。
シリーズ最初の作品『スイートナイツ』発売から20年が経過した2022年現在、魔法戦士本編シリーズで10作、番外編やサイドストーリー、また世界観と時間軸を共有する『光臨天使エンシェル・レナ』なども含めると合わせて20作以上が発表されている。また魔法戦士シリーズ以外にも世界観や舞台を異にする変身ヒロイン作品が多数制作されている。
そして2022年の魔法戦士20周年をもって、『魔法戦士シリーズ』のストーリーはいったん完結編を迎えたがその後もシリーズは続いている。
パソコンゲーム版のほか、アイチェリーからDVDPGも発売されている。またマジックシードのウェブサイト「美少女遊び」より、携帯電話アプリ版も配信されていた（『スイートナイツ』『プリンセスティア』『エンシェル・レナ』）。

## 世界観
第一作の『スイートナイツ』では異世界ロアにおいてクイーングロリア率いる女神近衛団と魔導シンジケート・ゼーロウとの間で内戦が起きており、地球では魔力の源であるマナが利用されず豊富にあったため、ゼーロウは戦いを有利に進めるために主人公のメッツァーを秘密裏に派遣してマナを回収させており、女神近衛団もそれを察知し先手を打つために選ばれた地球人に魔法戦士の力を与えてこちらも秘密裏に備えていた。
第二期の『シンフォニックナイツ』以降は地球において魔力の生成と集積が起こるようになった結果、魔力を利用した技術が実用化されるようになり、学校でも魔法について学ぶようになった一方、魔力を使った犯罪や魔物の出現などの魔法災害に悩まされている。
『シンフォニックナイツ』前後からロアとは別のもう一つの異世界であるパレキシア（光臨天使シリーズが初出）が関わるようになり、魔界も含めて四すくみの構図となった。
第3期以降は地球やロアやパレキシア、魔界とは別に並行宇宙が関わってくる。

## 作品一覧

### 第1期シリーズ
第1作：魔法戦士スイートナイツ〜ヒロイン陵辱指令〜
2002年に発売された、魔法戦士シリーズの第1作。異世界ロアの犯罪結社ゼーロウの若き幹部であるメッツァー・ハインケルが主人公で、地上世界の学園都市「国際教導学園」を舞台に、ロアの女王クイーン・グロリアから力を授かった魔法戦士「スイートナイツ」と、激闘を繰り広げることになる。
魔法戦士側では、スイートリップ、スイートキッス、スイートルージュの3人が初登場。
第2作：魔法戦士プリンセスティア
2003年に発売された、『スイートナイツ』の続編。前作と同様、地上世界の国際教導学園が舞台で、主人公も引き続きメッツァー・ハインケルが務める。異世界ロアより逃亡してきたロア王家の第一王女ティアナと、激闘を繰り広げることになる。
魔法戦士側では、ティアナが変身する魔法戦士プリンセスティア、ティアナを救出するために地上に派遣された女神近衛団第一騎士団副長エレニスが登場。
第3作：魔法戦士スイートナイツ2〜メッツァー叛乱〜
2004年に発売された、第1期シリーズの完結編。第1作や第2作と同様、主人公はメッツァー・ハインケルが務める。前作のストーリー後、犯罪結社ゼーロウより離反したメッツァーがスイートナイツ達魔法戦士側やゼーロウと異なる第三勢力として活躍し、己の野望と覇道のために行動する。物語前半は、地上世界の「私立綾ヶ峰学園」が舞台となっているが、後半は異世界ロアの女神近衛団本部であるロア王宮が、決戦の場となる。
魔法戦士側では、4人目のスイートナイツであるスイートパッションが登場。

### 光臨天使シリーズ
第1作：光臨天使エンシェル・レナ
2005年に発売された作品。人工島上都市「ゼロポリス」を舞台に、朋衛玲奈＝光臨天使エンシェル・レナが、ロアとは異なる異世界パレキシアから来たアザハイド帝国第三皇子ディネロと死闘を繰り広げることになる。ストーリーは、シリアスとハードの路線を重点に置かれている。ルートによってはレナ以外の光臨天使が登場する場合もある。
変身ヒロイン側が物語の中心になっており、ストーリーはレナの1人称で進む。
後の作品で魔法戦士シリーズとは世界観と時間軸を共有することが示されており、その中ではエンシェル・レナは最強クラスのヒロインとして扱われ、敵役のディネロは死亡扱いとなっている。
第1作リメイク：sin光臨天使エンシェル・レナ -REINCARNATION-
2017年に発売された、光臨天使エンシェル・レナのリメイク作品。「ゼロポリス」が舞台であることやヒロイン側視点で物語が進む点は変わらないが、主人公エンシェル・レナ（朋衛玲奈）の他に、新たにエリカ・ラ・エティエンヌが光臨天使の一人として登場するほか、人物・設定の一部が変更されている。
sin光臨天使エンシェル・レナFD -FACE THE DESTINY-
2018年に発売された、『sin光臨天使エンシェル・レナ』のファンディスクで、後日談やスピンオフのストーリー5本を収録。

### 第2期シリーズ
第1作：魔法戦士シンフォニックナイツ〜女神を継ぐ乙女たち〜
2007年に発売された、第2期シリーズ最初の物語。世界観や設定は第1期シリーズと共有し、そこから数年後の物語となっている。魔力集積都市「エクセリウム」が舞台となり、メッツァーが送り込んだ副官・セラフィとの出会いで野心に目覚めた国際巨大企業「インペリオ」の魔力研究員・雨塚鷹佑が主人公となり、強化戦士「ファルケ」となって、百合瀬莉々奈が結成した正義の魔法戦士「シンフォニックナイツ」と死闘を繰り広げる。
魔法戦士側では、魔力と科学の融合技術「M3システム」によって生み出された魔法戦士のシンフォニックリリーとシンフォニックシュガーが登場。また、終盤のイベント内にのみにエリクシルライムが名前を明かさずに登場している。
第2作：魔法戦士エリクシルナイツ〜運命に繋がれし乙女たち〜
2007年に発売された、『シンフォニックナイツ』と同様に世界観や設定が第1期シリーズと共有している物語で、『シンフォニックナイツ』とほぼ同じ時間軸にストーリーは進んでいる。地上世界で魔力の研究開発を行っている学園都市「アマギス」が舞台となり、メッツァーの策謀によって異世界「パレキシア」の「アザハイド帝国」より脱走した変容魔法（メタモライズ）を扱う幻影錬金術師のシルヴァ・ラドクリフが主人公となり、自らの野望を達成させるために同じく変容魔法の力を得た魔法戦士エリクシルナイツと激闘を繰り広げる。
魔法戦士側では、変容魔法を応用して戦う魔法戦士のエリクシルライムとエリクシルローズが登場。また、物語に異世界パレキシアが少なからず関わっているため、光臨天使エンシェル・レナのキャラクターも少しながら登場しており、その会話の中で、シルヴァの脱走の経緯やアザハイド帝国の政変についてが語られている。
第3作：魔法戦士レムティアナイツ〜光の乙女たち〜
2008年に発売された、『シンフォニックナイツ』『エリクシルナイツ』の続編で、第2期シリーズの完結編にあたる物語。異世界ロアにて、女王となったティアナと熾烈な対立を繰り広げた末に「銀髪の魔王」とまで呼ばれるようになった闇の勢力の首魁・メッツァー・ハインケルが、自らの野望を達成させるために再び地上世界へ乗り込む。舞台は第1作や第2作と同様、地上世界の国際教導学園である。
魔法戦士側では、聖涙石、M3システム、メタモライズの力を複合させて戦う9番目の魔法戦士レムティアシータが登場。物語前半では主にレムティアシータが所属する地下組織「白薔薇」が敵であるが、後半からはシンフォニックナイツやエリクシルナイツ、エンシェル・レナとも戦うことになり、最終決戦では第1期シリーズで活躍したスイートナイツが立ちはだかるなど、これまでの魔法戦士シリーズに登場した魔法戦士達が、メッツァーの敵として総登場している。
第4作：魔法戦士ネクストイグニッション
2016年に発売された、『レムティアナイツ』の正式な続編。ストーリーは前作でメッツァーが魔法戦士達によって封印されたルートの続きとなっている。
第1期、2期に登場した魔法戦士達がほぼ登場しており、メッツァーを復活させるべく暗躍するファルケとシルヴァの二人が敵として立ちはだかる展開になっている。また一部の魔法戦士達の担当声優が変更された。

### 第3期シリーズ
第1作：魔法戦士イクシードナイツ -新たなる世界の女神たち-
2018年発売。『ネクストイグニッション』の続編で、前作でのファルケとシルヴァによる計画が魔法戦士たちにより阻止された後の物語。舞台は地上世界の国際教導学園で、百合瀬莉々奈によって買い取られ次世代の魔法戦士を育てるべく魔法教育が行われている。
主人公はある特別な血脈を持つ沢渡継。ある日出会ったノエルと名乗る少女より聖涙石のかけらを入手、その力で手駒となる魔法戦士を生み世界を支配するよう促される。そして学園で出会った真咲百果と裁明寺紫鶴の2人をある出来事にて魔法戦士イクシードピーチとイクシードアイリスへと変える。野心に目覚めた継はキールと名乗り、影でイクシードナイツを操って今までの魔法戦士たちに戦いを挑む。
過去作からはシンフォニックナイツの2人とスイートリップが登場。コスチュームがリニューアルされている。
第2作：魔法戦士エメロードナイツ -絆を紡ぐ女神たち-
2019年に発売された、『イクシードナイツ』の続編。舞台は引き続き地上世界の国際教導学園である。主人公は前作に続いてキール。前作での魔法戦士との戦いですべてを失い、副官ノエルは瀕死の重傷を負ってあるところで眠りについている。キールはシルヴァの組織「アルケゼスト」の一員となっており、同じくその一員のマリエラとともに行動する。
新たな魔法戦士としてエメロードフィーネとエメロードミスティが登場。フィーネに変身する御白晴香の父が遺した「エメロードラピス」の力で変身する。フィーネはストーリーの開始時点で魔法戦士として活動している一方、ミスティに変身する黒宇霞はフィーネの変身システムを狙う諜報員として晴香に近づくが、ある出来事をきっかけに魔法戦士になる。
イクシードナイツの2人のほか、過去作からはエリクシルナイツの2人が学園の教師となって登場。エリクシルナイツのコスチュームがリニューアルされている。
第3作：魔法戦士レムティアナイツ2 -こわれゆく世界の女神たち-
2021年に発売された。
突発的な「魔法災害」が起き続けている地上世界。『エメロードナイツ』の出来事で責任者が失脚、機能しなくなった政府の魔法災害対策室に所属していた先鋭的な技術者・官僚たちは「エニグマ」と称する機関を組織。世界が魔法によって壊れつつあると考え、魔法の力すべてを選ばれし自分たちが管理し、世界を統制し支配するという野望を抱く。その達成の一歩として魔法戦士の力を暴き、奪うべく行動する。そして狙われたのがレムティアシータであった。
ロアの女神近衛団から派遣された新たな魔法戦士としてレムティアイオタが登場。過去作からはスイートキッス、スイートパッション、シンフォニックシュガーが登場。
第4作：魔法戦士 FINAL IGNITION～永遠の女神たち～
2022年発売。魔法戦士シリーズの完結編となる物語。
世界の混乱は地上のみならず、ロアにも及んでいた。キールの出現によって女王ティアナの治世は揺らぐ。そんな中でキールはメッツァーの封印を解いてしまう。これによりティアナへの不信が増し、ロアの体制そのものが崩壊の危機に陥る。ティアナは地上世界とロアの平和を取り戻し、自らの手でメッツァーやキールとの決着をつけるべく、魔法戦士エターナルティアとして再び地上世界へ戦いに赴く。過去作品に登場した魔法戦士全員が登場。

### 第4期シリーズ
魔法戦士EXTRA IGNITION
2023年12月22日発売。
前作のラストでゲートが消滅した余波により第四の異世界「クレアティオ」が出現し、七瀬凛々子がロアの特別魔法外交官として向かう。
魔法戦士エクストラバースト ～天使断罪～
2025年5月30日発売。
ゼロポリスで悪と戦う朋衛玲奈/光臨天使エンシェル・レナは異世界から来たと言う魔法戦士ネフィーレとともに別の世界へ飛ばされる。

### 番外編
第1作：炸裂スイートファイト！
2005年に発売された『魔法戦士スイートナイツ Complete Disc』に収録。他の同梱作品と同様に、主人公はメッツァー・ハインケルが務める。『スイートナイツ2』のパラレル展開となっており、設定も若干変更されている。また、戦闘はターン制からアクティブタイムバトル制に変更されており、ミニゲーム要素の強い作品となっている。
本作で、魔法戦士シリーズと『エンシェル・レナ』の登場人物達が初の競演を果たしており、双方の物語が同じ世界観を共有していることが明らかとなっている。
第2作：セイクリッドグラウンド
2008年に発売された、第1期と第2期の魔法戦士シリーズや、それらと世界観を共有する『エンシェル・レナ』の登場人物達が総登場する作品。『炸裂スイートファイト！』と同様にパラレル展開となっており、時間軸は『シンフォニックナイツ』や『エリクシルナイツ』のストーリー後となっている。主人公はメッツァー・ハインケルが務める。
『炸裂スイートファイト！』の改良版とも言える内容となっており、物語の展開や戦闘シーンがアクティブタイムバトル制になっているのも同じで、ミニゲーム要素の強い作品となっている。
第3作：来てね!魔法戦士の学園祭 〜FANDISCの乙女たち〜
2009年に発売された、第2期魔法戦士シリーズのスペシャルファンディスク。第2期の登場人物のほとんどが登場する。時間軸は、『レムティアナイツ』のストーリー後。第2期で活躍した魔法戦士達が開校した「私立白耀魔法学園」が舞台となり、魔法戦士でもなければその敵役でもないごく普通の学生・萩原祐一が、物語の中心となって進んでいく。また、魔法戦士セレナ、魔法戦士シンシア、正義女王の3人が新たなヒロインとして登場する。
麻雀やスロット、クイズといったミニゲームが満載で、それらをクリアするごとに様々なシーンを閲覧できるようになる。
第1期のヒロインであるスイートナイツは直接ストーリーに絡んでくることはないが、ミニゲームクリアのおまけ得点の「あるストーリー」にて登場する。
第4作：魔法戦士エクストラステージ 〜10th Anniversary〜
2012年に発売された、シリーズ10周年を記念して作られた作品。スイートリップ、エンシェル・レナ、レムティアシータが登場し、それぞれ個別に独立したシナリオが用意されている。また、「もし魔法戦士に迫られたら」「もし魔法戦士が妹だったら」など本編とは別の世界観で作られたシナリオもある。
上記3人以外の魔法戦士や敵役の主人公は登場しない。
第5作：魔法戦士エクストラステージ2 学園感獄
2014年に発売された作品で、エクストラステージとほぼ同じ形式の外伝作品。『魔法戦士の学園祭』の舞台であった私立白耀魔法学園が舞台となり、同作品に登場したセレナ、シンシア、正義女王の3人と、第2期シリーズに登場したシンフォニックシュガーとエリクシルローズの2人を加えた計5人の魔法戦士が、メッツァー・ハインケルに付き従っていた上魔・ディラックと戦う展開となっており、本作で正体不明であった正義女王の出自やディラックとの因縁が明らかになる。
第6作：魔法戦士 ENDLESS DESIRE
2017年『Triangle Complete Disc 5』に収録（後に単体でダウンロード販売）。白耀学園を舞台に、魔法戦士の熱狂的ファンである男子生徒が主人公。魔法戦士たちに対し思い描いた「欲望」が実現化できる力に気づいた主人公が、次々に欲望を露わにしていく。
第7作：魔法戦士エクストラステージ3 -引き裂かれた女神たち-
2019年に発売された外伝作品。シンフォニックリリーとシンフォニックシュガーの2人が登場。『エメロードナイツ』の少し前の時期、魔法犯罪者を脱走させている組織を調べる2人であったが、罠にはめられて分断される。
第8作：魔法戦士INTERLUDE PHANTOM
2020年『Triangle Complete Disc 6』に収録（後に単体でダウンロード販売）。『イクシードナイツ』と『エメロードナイツ』の間のエリクシルナイツ側、および副官ノエルに起きた出来事を描く。
第9作：魔法戦士レムティアナイツ2 Fall into lust
2022年発売。『レムティアナイツ2』の追加アペンド作品。レムティアナイツの2人が敵組織「エニグマ」の手に堕ちるルートで受けた調教を描く。ダウンロード専売。
第10作：魔法戦士 memory of gray
2022年『Triangle Complete Disc 7』に収録（後に単体でダウンロード販売）。『エメロードナイツ』の本編後にエメロードナイツたちが出会った事件を描く。
第11作：魔法戦士レムティアナイツ2 Another World
2022年発売。『レムティアナイツ2』の追加アペンド作品第2弾。レムティアシータが上魔ディラックに敗北したルートを補完するストーリー。ダウンロード専売。
第11作：魔法戦士 CHRISTMAS IGNITION
2022年発売。『FINAL IGNITION』の追加アペンド作品。
第12作：魔法戦士After the Final 黒銀の魔王
2023年発売。『FINAL IGNITION』の追加アペンド作品第2弾。
この他予約特典の追加アペンド作品多数。

### 総集編
魔法戦士スイートナイツ CompleteDisc
2005年発売。『スイートナイツ』『プリンセスティア』『スイートナイツ2』の第1期シリーズ3部作を収録したコンプリートディスク。
上記3作の他に、バトルゲームの番外編である『炸裂スイートファイト!!』も収録されている。
魔法戦士コンプリートディスク2
2010年発売。『エンシェル・レナ』『シンフォニックナイツ』『エリクシルナイツ』『レムティアナイツ』の第2期シリーズ3部作と番外編1作の計4作を収録したコンプリートディスク第2作。
魔法戦士コンプリートディスク3
2010年発売。『セイグリッドグラウンド』『魔法戦士の学園祭』『魔動装兵クラインハーゼ』『エグゼクタースクリプト』のバラエティに富んだ4作品を収録した、コンプリートディスク第3作。
Triangleコンプリートディスク4
2015年発売。『妄想ぷろとこる』『魔法戦士フェアリーメイズ』『ヴァンパイアクルセイダーズ』『魔法剣姫アークキャリバー』の4作品を収録した、コンプリートディスク第4作。追加コンテンツとして『魔法戦士フェアリーメイズ・エクストラステージ』を収録。
Triangleコンプリートディスク5
2017年発売。『クリムゾン・ルナティクス』『神骸魂装姫ヤクモ』『魔法戦士エクストラステージ』『魔法戦士エクストラステージ2』の4作品を収録した、コンプリートディスク第5作。追加コンテンツとして『魔法戦士ENDLESS DESIRE』を収録。
Triangleコンプリートディスク6
2020年発売。『幻聖神姫セイクリッドヴァース』『幻聖神姫セイクリッドFD』『sin 光臨天使エンシェル・レナ』『sin 光臨天使エンシェル・レナFD』の4作品を収録した、コンプリートディスク第6作。追加コンテンツとして『魔法戦士INTERLUDE PHANTOM』を収録。
Triangleコンプリートディスク7
2022年発売。『魔法戦士イクシードナイツ』『魔法戦士エメロードナイツ』『神装剣姫アークセイバー』の3作品を収録した、コンプリートディスク第7作。追加コンテンツとして『エメロードナイツ』の新作シナリオ『魔法戦士 memory of gray』を収録。

## 主な登場人物
メッツァー・ハインケル
声 - 中本伸輔（炸裂）、吉原炎丈（アニメ版）
スイートナイツ～スイートナイツ2及びレムティアナイツの主人公であり、他の作品にもおいてもなにかしらの関与をするなどこのシリーズの中心人物とも言える人物。
元々は異世界ロアに存在する魔導シンジケート・ゼーロウ所属の下級の魔導師に過ぎなかったが、初陣にて魔法戦士の一人を攻略し、更には自らの配下に加えたという功績から若き幹部として異例の出世を遂げた。
『スイートナイツ』ではゼーロウ上層部より、地上界にて作戦遂行の障害となっている女神近衛団第十三騎士団「スイートナイツ」を排除するよう命令を受け、副官ココノと共に地上界に赴き学生として行動。『プリンセスティア』終盤では捕えた魔法戦士の引渡し命令を巡ってゼーロウと決別しココノと共に一時的に行方をくらます。『スイートナイツ2』ではティアナの異母兄のエルウィンと手を組んでロアの乗っ取りを図るが失敗し逃げ落ちる。
『シンフォニックナイツ』以降では異世界ロアの半分近くを掌中に収め、闇の勢力を率いてクイーンティアナ率いる光の勢力と壮絶な対立を繰り広げている。「銀髪の魔王」という異名を持ち、ロアのみならず、地球やパレキシア王国、アザハイド帝国にもその名は知れ渡っているのと同時に恐れられており、またディラックやサキュバスを始めとする強力な上魔を従えさせている。
『シンフォニックナイツ』から『エリクシルナイツ』までは脇役に徹するものの雨塚にセラフィを差し向け、彼の野望を実行に移すよう促す。シルヴァがアザハイド帝国の現皇帝であるピエナ・パレルモ・イーザーヘルゲンの出生の秘密を知るように仕向け、機密保持の為に反逆罪をかけられた彼が地上に逃れるようにするなど数々の暗躍を行い、物語のきっかけとなる黒幕の役を務めている。
『レムティアナイツ』では再び主人公となり、初めて自ら戦闘に参加して魔法等を駆使して戦う。
『レムティアナイツ』以降は封印されていたが、『FINAL IGNITION』で封印が解かれる。
容姿端麗であるが、それに伴って若くしてロアと地上の二つの世界を掌中に収めると言う並外れた野心と揺らぐ事の無い信念を持ち合わせており、ココノや凛々子、ティアナと言った女性達の心を奪っている。一方でココノに対しては特別な思い入れがあり、時折自身の弱さをのぞかせることがある。
地上界では、火村竜人（ほむらたつひと）、水瀬蒼也（みなせそうや）などの偽名を用いている。最初は地球の機械文明に驚いていたがすぐに適応しどら焼や醤油とわさびのフレーバーのアイスクリームが好物になるほど日本の文化に馴染んでいる。
小説版では詳しい生い立ちが語られる他、外伝作品の『魔法戦士の学園祭～FANDISCの乙女たち～』では女体化した姿を見せる。
なお、現在の素顔が出たのは『スイートナイツ2』、声が付いたのは『炸裂』からである。アニメ版の素顔はだいぶ異なっていた。
ココノ・アクア
声 - 日向裕羅（『スイートナイツ』～『プリンセスティア』）→茶谷やすら（『スイートナイツ2』～『レムティアナイツ』）→かりんとうか（『FINAL IGNITION』）
メッツァーの副官である少女。
元々は女神近衛団第二騎士団「アップルナイツ」の副長を務める魔法戦士であったが、初陣の際に、同じく初陣であったメッツァーに捕獲・調教を施され、いつしかメッツァーに心を奪われてしまい、自ら志願してその側近となった。メッツァーのことを誰よりも愛しており、彼の為ならば命を投げ出す事さえ厭わない（『プリンセスティア』のルートによっては、メッツァーを庇って死んでしまう。小説版も同様）。
『スイートナイツ2』にて、メッツァーへの想いから、失っていた魔法戦士への変身能力を取り戻すことになるが、その愛情は変わることなく、メッツァーに永遠の忠誠を誓っている。
メッツァーの部下として主に魔物や施設の管理を担当する他家事なども担当し、上司と部下というよりも、公私共におけるパートナーといった関係になっている。
『シンフォニックナイツ』以降ではセラフィ、アン、ベレッタ、チェスカというクローンが登場する。セラフィに対しては、自身に似過ぎてしまったと評しており、どこか苛立ちを抑えられない模様。
小説版では近衛団の見習い時代にゼーロウに入る前のメッツァーと会っており、戦場で再会した様子が描かれる。
『レムティアナイツ』でメッツァーが封印されてからは、潜伏しながら封印を無効化する方法を探し続けていた。
雨塚鷹佑（あまつか ようすけ）/ファルケ
声 - 藤富兵吉
『シンフォニックナイツ』の主人公。大企業インペリオの主席研究員であったが、メッツァーとの出会いを機に自らの野望に目覚め、強化戦士「ファルケ（独語で「隼」）」を名乗り世界征服の野望実現のため行動を開始する。インペリオのラボを活動拠点に据え、本業の傍ら自ら開発した強化服「強化スキン」の改良を始めとする魔導戦力の拡充に勤しみ、さらに副業として莉々奈の家庭教師もこなし、彼女から情報収集を行う。
地上の人間で、しかも科学者なだけあってメッツァーやシルヴァと違い物腰は柔らかいが、魔力の実用化に貢献しながら世間にはその名が知られることが無かったなど鬱屈した人生を送ってきたためかシンフォニックナイツを誘き出すために民間人を多数殺すなど（メッツァーもシルヴァもそこまではしていない）、時折見せる行動や言動には彼ら以上に冷酷さや卑劣さが目立つ。一方で年頃の少女でありながら、自らを犠牲にしてまで魔法戦士として戦う百合瀬莉々奈には、哀れみを抱いてもいる。
霧沢瑠々香とは、かつて恋人同士であった。
ネクストイグニッション以降は行方をくらましていた。
シルヴァ・ラドクリフ
声 - 木島宇太
『エリクシルナイツ』の主人公。元々は、異世界「ロア」とは異なる別の異世界「パレキシア」の「アザハイド帝国」に所属していた魔導士で、当時は幻影錬金術師と呼ばれていた。
自信家で大胆不敵な性格をしているが、自分の過ちをあっさりと認めてしまう意外に素直な面もある。メッツァー・ハインケルの意図によって、新皇帝であるピエナ・パレルモ・イーザーヘルゲンの秘密を知ってしまった事で反逆の容疑を掛けられ、護送されていた所で軍を脱走。魔力を帯び始めた地上に興味を持って現れ、地上征服を目論むが、たまたま立花亜梨子がそこに居合わせた事で、彼女を魔法戦士に変身させてしまう。
知識欲旺盛で、地上では嵐堂司狼（らんどう しろう）の名で、亜梨子達の通っている次世代総合研究学園「ネクスト」に生徒として潜入している。しかし、亜梨子にだけは正体がばれており、「学園では誰も傷つけない」という約束をしてしまっている。生い立ちによるものなのかそれとも後天的なものなのか言動や行動にはファルケやメッツァーと比較するとやや幼い（それゆえに他の二人よりも潔いところがあるとも言えるが）部分が目立ち、ちょっとした悪口でもムキに反応する事が多い。
フィエナという側近兼メイドを連れている。
第三期ではアルケゼストを組織して暗躍していた。
沢渡継（さわたり けい） / キール
第三期シリーズの主人公。国際教導学園に通う学生。両親はおらず遠い親戚からの仕送りで生活している。
通常課程から、成績優秀者として魔法科へと昇格したある日、ノエルを名乗る謎の少女から「聖涙石」を受け取り、自分には特別な血脈が流れていると知り、この力を使って自分の手駒となる魔法戦士を作り出し、世界を支配するよう促され、キールを名乗って暗躍することになる。
イクシードナイツ終盤での戦闘での後遺症で魔力を殆ど使えなくなったため、エメロードナイツ以降ではアルケゼストに転がり込み下級構成員として採用されていたがその後出奔する。

### 主な魔法戦士
七瀬凛々子（ななせ りりこ） / スイートリップ
声 - 木葉楓（『スイートナイツ』～『炸裂』）→青井美海（『セイグリッドグラウンド』～『ネクストイグニッション』）→ 藤井ねここ（『イクシードナイツ』～）
スイートナイツシリーズのメインヒロインで『EXTRA IGNITION』の主人公。
地上の人間で2番目に魔法戦士になった少女。クイーン・グロリアにより授かった力でスイートリップに変身する、私立国際教導学院に通う地上界の少女。真面目だが、心優しい性格の持ち主で、学園内においてもアイドル的存在である。その上、成績優秀で、将来は外交官を目指すべく、学園の国際部に通っている。『スイートナイツ2』では、新たなスイートナイツとなった麻由希との連携の為に、彼女のいる私立綾ヶ峰学園に転校している。第二期以降では異世界ロアの王宮にて、優秀な魔法戦士として活動。クイーン・ティアナからも公私共において大きな信頼を得ている。その後『ネクストイグニッション』でゲートと呼ばれる魔導演算装置に取り込まれ、しばらくの間消息不明となっていたが、『イクシードナイツ』で無事異空間から救出される。
『スイートナイツ』において、転校生で敵である火村竜人（メッツァー）に恋をしてしまい、正体を現した彼によって陵辱行為を受けたが、その後も敵対するメッツァーに対し、敵意と愛情の狭間に心を揺れ動かしている。
柚木香那葉（ゆずき かなは）/スイートキッス
声 - 北都南→ 川瀬ゆづき （『レムティアナイツ』）→ 結城ほのか（『ネクストイグニッション』～）
地上の人間で3番目に魔法戦士になった少女。クイーン・グロリアにより授かった力でスイートキッスに変身する、私立国際教導学院に通う地上界の少女。凛々子の事を「先輩」と呼び、姉のように慕っている。料理において天才的な才能を持ち、学園のカフェ内でも調理を担当。両親と兄を交通事故で亡くし、天涯孤独の身となっており、気丈に振舞うものの、その内には人には打ち明けられない寂しさを抱いていた。
『スイートナイツ2』では、メッツァー達に受けた陵辱のショックで登校拒否になり、近所のケーキ屋でパティシエとして働いていたが、麻由希からの激励を受けて復帰した。現在はパティシエが本業。
沙倉愛梨（さくら あいり）/スイートルージュ
声 - 飯田空
「スイートナイツ」を地上界に設営するにあたり、クイーン・グロリアにより地上界から魔法戦士として選出された最初の女性で、魔法戦士の第1号。スイートルージュに変身する。普段は私立国際教導学院にて、国際関係学担当の教師を務めている。学園の治安を守る綱紀局の責任者も務める。
宮守麻由希（みやもり まゆき）/スイートパッション
声 - 木村あやか→ヒマリ（『ネクストイグニッション』～）
『SK2』より登場。地上の人間で4番目に魔法戦士になった少女。クイーン・グロリアにより授かった力でスイートパッションに変身する。私立綾ヶ峰学園に通っている。香那葉と同い年で、凛々子よりも一つ年下。プライドが高い上にはっきりとものをいう勝気な性格の持ち主で、凛々子の事を尊敬している。当初は戦いから降りてしまった香那葉の事は蔑んでいたが、メッツァーとの戦いを経て自分が思い上がっていた事や、支えてくれる家族のいない香那葉の孤独に気づき、後に彼女をスイートナイツとして復帰させるべく、彼女を励まし、以降は公私共における友人関係となった。現在はジムでトレーナーとして働いている。
ティアナ・リリアン・トランシルヴェール / プリンセスティア
声 - 島香麗子→ 藤野むらさき（『FINAL IGNITION』）
『PT』よりメインヒロインとして登場。
異世界ロアを治めるクイーン・グロリアの娘で、第一王女。ゼーロウに追い詰められていた所をスイートルージュ達の手で救出され地上界へと逃がされる。性格は純粋無垢で清純といかにもお姫様な性格だが、それが災いして騙されやすいという欠点もある。
秘宝「聖涙石」の力を借りてプリンセスティアという魔法戦士に変身する。他の魔法戦士と違い直接聖涙石を使って変身しているため副作用として全身の性感帯が敏感になっている。『魔法戦士FINALIGNITION』では強化形態であるエターナルティアに変身する。
私立国際教導学院で出会った水瀬蒼也（メッツァー）に恋してしまっており、正体を知った後も、愛してしまったメッツァーに対する乙女心故に完全な敵意を示せないでいる。
現在は、クイーングロリアからその全権を引き継ぎ、女神近衛団を率いる清楚で聡明な心優しい若き女王クイーンティアとしてロアを治めている。
朋衛玲奈（ともえ れな） / エンシェル・レナ
声 - 遠野そよぎ
『光臨天使エンシェル・レナ』の主人公である魔法戦士の少女。海上都市ゼロポリスの私立グリーンウォーターアカデミーに通う学生だったがクーラというマテリオネットと出会ったことがきっかけで光臨天使に変身するようになる。
全校男子の憧れのような存在だったが、目立つことが嫌いで控えめな優等生。勉強は出来るが家事はやや苦手で、掃除をしていて家の物を壊したり、料理をしていて鍋を焦がしたりする。ぬいぐるみが大好き。
地上の人間では極めて珍しい「エンシェリウムカード」と呼ばれる特殊な魔術道具を使用できる「エンシェリアン」と呼ばれる能力者でもあり、その中でも誰も使いこなせなかった「オリジナル・ワン」を使用する。変身後の姿はエンシェリウムカードの力の源である「武装天使ラエリス」を象っており、状況に応じて多種多様な武装精霊カードをつかいこなし、魔法特化のマギウスや近接用のエイジスにフォームチェンジする。
異世界「パレキシア」の「アザハイド帝国」と戦いを繰り広げていたがセイグリッドグラウンドや第二期シリーズではアザハイド帝国にメッツァーが関わるようになったため、メッツァーの前に立ちはだかる。
百合瀬莉々奈（ゆりせ りりな）/シンフォニックリリー
声 - 幸代彩里→ 藤邑鈴香（『ネクストイグニッション』～）
地上の人間で5番目に魔法戦士になった少女で、世界有数の百合瀬財閥の令嬢。自分の出自に関してひけらかそうとはしないが、自分の立場等は十分自覚している。偶然魔力を持ってしまった事に悩んでいたが、魔法戦士であるスイートナイツの存在を知り、財閥の研究部門に強化変身システムの開発を命じ、同時に特殊防衛機関「ミネルヴァ・ガード」を創設。自らシステムの実験体となり、魔法戦士として活動するも、そのあまりにも正義に純粋な心を利用されてファルケに調教されてしまい、後にファルケの片腕となって彼の野望のために活動したがその後は正義の心を取り戻す。現在は国際教導学園理事長を務めている。
甘樹菜々芭（あまぎ ななは）/シンフォニックシュガー
声 - 成瀬未亜
地上の人間で6番目に魔法戦士になった少女。見た目は幼く、無表情であるが天才的な技術者である。一度集中すると周りが見えなくなってしまうのが欠点。自らの優秀すぎる頭脳を巡って、両親が争いの末に不運の死を迎えてしまった事に激しい自責を感じていたが、莉々奈との出会いを機に、自らの頭脳を平和の為に役立てる事を決意。ミネルヴァ・ガードの技術開発スタッフとして、瑠々香から教わった魔力技術の基礎理論を元に、M3システムやティアストーンドライブを開発するという大役を果たし、自らも魔法戦士になった。莉々奈に対しては信頼以上の感情を抱いている。
『エリクシルナイツ』以降は『白薔薇』と呼ばれる組織のメンバーとなっていた。『イクシードナイツ』以降は国際教導学園の講師となり、研究と並行して後輩魔法戦士や将来の魔法戦士候補たちの指導に当たっている。
立花亜梨子（たちばな ありす） / エリクシルライム
声 - 未来羽→ 風花ましろ（『ネクストイグニッション』～）
地上の人間で7番目に魔法戦士になった少女。学園都市「アマギス」に存在する次世代総合研究学園「ネクスト」に推薦入学しており、勉強は出来るがやや天然ボケである。たまたま変容魔法を使用しようとしているシルヴァと居合わせてしまい、その件をきっかけにメタモライズ能力を開花させ、魔法戦士エリクシルライムへの変身応力を得て、シルヴァの野望に立ち向かう事になる。
学友である嵐堂がシルヴァである事を知っている。また、彼に学校にいる時には誰も傷つけないで欲しいという約束をし、結果的にシルヴァとは複雑な敵対関係になり、亜梨子もまたシルヴァに複雑な感情を抱いている。
『レムティアナイツ』以降はシルヴァに敗れ、彼への恋愛感情も相まって従属し、片腕として、各地で空間変容を行っていたが後に正義の心を取り戻す。その後異世界ロアでの活動から地上へ戻り、国際教導学園の教師として赴任。魔法科で実技系の授業を担当している。
鏡島樹（かがしま いつき） / エリクシルローズ
声 - 愛媛みかん→ 羽高なる（『ネクストイグニッション』～） → 渋谷ひめ（『エメロードナイツ』～）
地上の人間で8番目に魔法戦士になった少女。次世代総合研究学園「ネクスト」に所属する女子学生の一人で、トップクラスの成績を誇る才女。普段の物腰はやわらかいが、己の正しいと思ったことは、たとえ意見がぶつかり合っても押し通す激しさも持っている。
元々は、偶然シルヴァとエリクシルライムの戦いを見て、ライムに憧れを抱き、再びシルヴァと相まみえた際にメタモライズ能力を開放させ、エリクシルローズへの変身能力を得る。以降、学友であった亜梨子とも同じ魔法戦士同士として良きパートナー関係になる。『レムティアナイツ』では対ファルケ・シルヴァ抵抗組織『白薔薇』のメンバーになっていた。その後エリクシルライムとともに異世界ロアで活動していたところを地上へ戻り、国際教導学園（魔法戦士たちも通う学園）の教師として赴任。魔法科で主に座学の授業を担当している。
彩姫くるみ（あやひめ くるみ）/レムティアシータ
声 - 水瀬沙季
レムティアナイツ及びレムティアナイツ2のメインヒロイン。地上で生まれた9番目の魔法戦士
国際教導学園・現代文学科に通う学生（魔法戦士になってからは特殊技術応用科と特殊技術開発科にも通う）。清楚な雰囲気、丁寧で優しげな物腰、黙っていても目立ってしまう端麗な容姿と豊満なスタイルを持つ聡明な美少女。
魔法戦士の存在を噂程度には知っていて、秘かに憧れを持っていた。正義感や人の役に立ちたいという思いが強く、クイーンティアナに与えられた力と白薔薇の助力によって正式な魔法戦士となる。
その体内には、今までの魔法戦士には無い程の強大な潜在能力を秘めており、空間内に漂う微量の魔力を自らの力として取り込んだり、自らの魔力を他の魔法戦士に分け与えたりもできる。また、白薔薇の開発した新システムである「LEMMシステム」も、試験的に装備している。
CDドラマでは、魔法戦士オタクであるという事実が発覚。魔法戦士達の活躍を陰ながら撮影して、その画像をフロッピーディスクドライブに収めているが、魔法戦士達がエッチな事をされている写真までコレクションにしており、魔法戦士同士のレズプレイに憧れを持っている等、実はかなりアブノーマルな面を見せている。
第三期以降は魔法療法士として医療機関に勤務。
真咲百果（まさき ももか）/イクシードピーチ
声 - ありかわ真奈
国際教導学園の生徒。聖涙石で魔法戦士に変身する。
裁明寺紫鶴（さいめいじ しおん）/イクシードアイリス
声 - 桜水季
国際教導学園の生徒で生徒会長。聖涙石で魔法戦士に変身する。
御白晴香（みしろ はるか）/エメロードフィーネ
声 - 君島りさ
国際教導学園の生徒。父・遼平の遺した「エメロードラピス」を基に甘樹菜々芭が造った「EMEROADシステム」によって変身する。
黒宇霞（くろう かすみ）/エメロードミスティ
声 - 榎津まお
国際教導学園の生徒。エメロード・ラピスの力で魔法戦士に変身する。
メルフィーネ・レオニス/レムティアイオタ
声 - 羽崎浮木
ロアの女神近衛団の候補生から抜擢され、レムティアシータの援護と監視のために新たに地上に派遣された魔法戦士。レムティアシータと同じくLEMMシステムを使用する。

## 用語
魔法戦士（ナイツ）
魔力を武器に戦う戦士の総称。元々は異世界ロアを支配するトランシルヴェール王家が持つ聖涙石（魔法石）の力とクイーン・グロリアの加護によって魔力を使えるようになった女神近衛団の乙女戦士のこと。通常の魔術師程度では歯が立たず魔導師と呼ばれるクラスでやっと互角に渡り合えるという最強の戦士。加護は清廉な者にのみ与えられ、情欲に溺れる者はナイツの力を失う。そのため物理的攻撃にはかなりの耐性がある一方、心身への性的な辱めなどで戦闘力を低下させるという弱点がある。
後の作品では地球で開発された魔力と科学の融合技術「M3システム」によって変身する魔法戦士（シンフォニックナイツ）や異世界パレキシア由来の変容魔法（メタモライズ）によって変身する魔法戦士（エリクシルナイツ）、上述の三つ全てを複合させて戦う魔法戦士（レムティアシータ）も登場するようになった他、光臨天使（「エンシェリウムカード」と呼ばれる特殊な魔術道具を使用できる「エンシェリアン」と呼ばれる能力者）も魔法戦士に含まれるようになった。
ロア
異世界。魔法が発展した一方、機械技術は発展しておらず生活水準は近世レベル。トランシルヴェール王家を首長とする連邦国家が成立していたが実態は絶対王政で貧富の差が激しくスラムもあり、反政府組織のゼーロウが反乱を起こすなど治安は悪かった。君主は女王クイーン・グロリア（後にティアナ）。
女王率いる女神近衛団の魔法戦士とゼーロウとによるロアを巡る光と闇の抗争が地球に波及するのがシリーズ全体の大きな話の軸となっている。
パレキシア
ロアとは別の異世界。かつては平和な世界でいくつかの国があったがアザハイド帝国が征服した。
ロアと同じく魔法技術が発達していたが同時に機械技術も発展し、マテリオネットやエンシェリウムカード、エリクシルブレスなどを開発した他、地球の電子技術と互換性を持たせることが可能など、魔法というよりは高度な科学に近い技術水準を持つ。
魔界
地上(地球)ともロアともパレキシアとも違う世界。魔物がおり魔導師はそこから上魔や下魔を召喚する。
魔族
魔界に住む種族。他の世界では魔導師による召喚儀式の手順を経ないと長時間生存できない。
魔法災害
魔力を使ったテロによるものや魔力に引き寄せられた魔物などによる獣害など、魔力が関連する災厄の総称。
ゲート
シルヴァとファルケがメッツァーの封印を解除するために作った魔導演算装置。暴走事故を起こし3期以降で地上で魔法災害が起きた原因となったため封鎖されている。
国際教導学院
あらゆる分野のエリートを育成するために作られた、一つの都市ほどもある巨大な学園。数万人以上の学生を抱え、毎年優秀な人材を各方面へ輩出し続けている。第1期シリーズとレムティアナイツ、第3期シリーズ前半の主な舞台。

## 関連商品

### 関連作品
Triangleの変身ヒロイン作品の中で、魔法戦士シリーズとは別の世界観であるが、その特徴が多く盛り込まれている作品である。
たたかえ！プリンセス
1999年発売。2012年現在は絶版となっている。魔法戦士シリーズとは異なり、ストーリーはコメディ路線となっているが、設定や要素などが後に発売される『スイートナイツ』をはじめとする魔法戦士シリーズの基盤となっている。
魔導装兵クラインハーゼ
2009年発売。戦争の続くある大陸にて、魔術と科学の融合した「魔動装兵」と呼ばれるヒロインたちが敵国の生体兵器と戦う。物語は近世ヨーロッパをイメージした世界で展開し、主人公やヒロイン達が正規の軍人であるために魔法戦士シリーズより若干SF要素の強い物となっている点が特徴。
エグゼクタースクリプト
2010年発売。「エグゼクター」と呼ばれる魔法に似た能力を持った戦士達が活躍し、主人公もまたエグゼクターとして、正義のために戦うヒロイン側と、覇道のために戦う親友との間で葛藤していくことになる。主人公が正義でも悪でもない中立として戦う、ストーリーや設定が特徴。
妄想ぷろとこる！
2011年発売。ストーリーは「魔法戦士が空想の存在となっている現実世界」で展開される、ほぼ完全なコメディ路線。平凡なアニメオタクの少年が、タイトル通り「妄想」で架空の存在とされている変身ヒロイン達を実体化させ、共に生活を送る内容となっている。
魔法戦士シリーズと直接の絡みこそ皆無だが、設定や要素は魔法戦士シリーズと共通しているところがある。
魔法戦士フェアリーメイズ
2011年発売。太古より魔力の流れや増減を管理するシステム「ordar」に選ばれた魔法戦士であるフェアリーメイズが、そのordarから離反した「chaos」に選ばれた邪悪な存在フェレスと戦う事になる。Triangleの変身ヒロイン作品としては珍しく、ヒロイン側の視点で物語が描かれる。2015年には、コンプリートディスクの追加コンテンツとして『魔法戦士フェアリーメイズ・エクストラステージ』が製作されている。なおタイトルに「魔法戦士」を冠するがスイートナイツ等の魔法戦士シリーズとは別の世界観である。
ヴァンパイアクルセイダーズ
2012年発売。舞台は新たな人類・ヴァンパイアが、人間を家畜として支配する終末世界。ヴァンパイアでありながら人間に味方するヒロインを、兄である主人公が徐々に籠絡していく。
クリムゾン・ルナティクス
2014年発売。魔法が認知された世界で、魔物と退魔チームである「アンチスペクター」が戦っている魔法専門家の育成学園「インテグラル・ソーサリアン・アカデミー」が舞台となっている。アンチスペクターと魔物の戦いに巻き込まれて死亡し、悪魔・モルフェリスに生き返らされた主人公・本条鍔人（ほんじょう つばと）が、次に月が紅く染まるのを命の期限に、アンチスペクターに所属する少女達と戦う事になる。物語は主に鍔人の視点で描かれる。
神骸魂装姫ヤクモ
2014年発売。異世界の侵略者アドリスファによって壊滅状態に陥った世界で、神骸魂装姫（じんがいこんそうき）と呼ばれる少女達がアドリスファと戦う事になる。
プリンセスクライシス
2020年発売。人間、妖精、小人、獣人の4種族が暮らす辺境の島が舞台。数百年前に封印された魔王が復活する予兆が現れる。主人公は封印の結界を作った魔導士の子孫ベルナール。魔王の「復活に協力すれば若返らせてやる」との甘言に乗り、4種族の「姫」たちを罠にかけようとする。魔王の封印を強固にするため変身してダンジョンに入る姫たちとのバトル。
天翼のアスクレイン
2021年発売。8年前、異形の集団に襲われた街「燈翠園市」が舞台。主人公はその事件の生き残り泉羽真久郎。ヒロインは異世界の王族ルアナが変身するアスクレイン・クリスタと、真久郎の幼馴染・紗耶香が変身するスクナノヒメミコ。彼女たちが異世界からの侵略者「降天魔種」と戦う。
天翼のアスクレイン NIGHTMARE CURSE
2021年発売。『天翼のアスクレイン』のアペンド作品。ダウンロード専売。
魔法閃士フェアリーバレット
2024年発売。妖精と人間が共存する世界で政府機関の「妖精機関」に所属する魔法閃士と反社会組織の「回天会議」との戦いを描く。

#### アークシリーズ
シリーズのうち、共通の人物が登場するなど世界観を共有するのは『神装剣姫アークセイバー』以降の作品のみ。
魔法剣姫アークキャリバー 魔族降誕
2013年発売。人間と魔族が争う世界を舞台に、魔界の下級幹部であるラグノが、魔族を討つ「宝剣」を管理・統括する国際組織である「カミュ」に所属するヒロイン達・アークキャリバーの通う学園に教師として潜入しつつ、彼女達と戦う事になる。物語は主にラグノの視点で描かれる。
幻聖神姫セイクリッドヴァース
2015年『幻聖神姫LINEAGE－セイクリッドリネージュ－』として発売された後、2016年にリニューアルした作品。魔法が認知されていない世界で、異世界・エッダ界の魔導組織「ゲーティア」に所属し、人間界にやってきた主人公の魔導師・フォルネウスが、無限の魔力を生み出す光の剣・アールヴを巡ってセイクリッドクレールとセイクリッドノワールの2人と戦う事になる。物語はフォルネウスの視点で描かれる。
元々は独立した作品だったが、2024年の『幻聖剣姫セイクリッドアーク』でアークシリーズに合流して世界観や時系列を共有した。
幻聖神姫セイクリッドFD
2016年発売。セイクリッドヴァースのオムニバス形式ファンディスクである。世界観を広げる目的で新たに6つのIFストーリーが描かれている。
神装剣姫アークセイバー～魔族懐胞～ 
2020年発売。人類がその身に持つ「アーク」と呼ばれるエネルギーを求め、人類の新たな脅威として出現した「異世界」からの侵略者である魔族と、それに対抗するべくアーク保有量の高い人材から選ばれ育成された人類側の戦士アークセイバーと呼ばれるヒロインたちの戦いを描く。
光装剣姫アークブレイバー 魔族篇胞
2023年5月26日発売。「異世界」からの侵略者である魔族と、それに対抗すべく光装具と呼ばれるアイテムで変身する光の勇者アークブレイバーと呼ばれるヒロインたちの戦いを描く。
光装剣姫アークブレイバー 楽園天国
2023年6月30日発売
光装剣姫アークブレイバー 獣欲に堕ちる勇者たち
2023年7月28日発売
幻聖剣姫セイクリッドアーク
2024年11月29日発売

#### その他
いもうと観察日記
2002年12月発売。『魔法戦士スイートナイツ』が劇中作として登場。深夜アニメとして地上波で放送されている模様。

### ファンディスク
さんかく祭 Vol.1
2004年8月、コミックマーケット66にて販売。
タイピングゲーム『ナイツ打！』、ホームページに掲載されたショートストーリーの音声付き特別版『魔法戦士達のなつやすみ☆』などを収録。
さんかく祭 Vol.2
2005年2月発売。魔法戦士関連では『プリンセスティア』の本編未収録シナリオとBugBug誌に連載された小説の挿絵を収録。

### アダルトアニメ
- 『魔法戦士スイートナイツ～ヒロイン凌辱指令～I』アルコ＆EVE、2004年4月。
- 『魔法戦士スイートナイツ～ヒロイン凌辱指令～II』アルコ＆EVE、2004年8月。

### フィギュア
- 『魔法戦士スイートナイツ2』1/10アクションフィギュア - アトリエ彩、2008年。
  - スイートリップ、スイートキッス、スイートパッションの3キャラクター。通常版のほか、「セクシーVer.」と「リペイントカラーver.」がある。
- シンフォニックリリー 1/6PVCフィギュア - アトリエ彩、2008年。

### 関連書籍
- 『魔法戦士スイートナイツ+魔法戦士プリンセスティア 調教原画集』彩文館出版、2004年。
- 『光臨天使エンシェル・レナ＆魔法戦士スイートナイツ2　凌辱原画集』彩文館出版、2008年。
- 『魔法戦士スイートナイツ　アンソロジーコミックス』キルタイムコミュニケーション、2005年。

### 小説版
- 『魔法戦士スイートナイツ』パンプキンノベルズ、著：あもんひろし、イーグルパブリシング、2003年9月。
- 『魔法戦士プリンセスティア』パンプキンノベルズ、著：あもんひろし、イーグルパブリシング、2003年10月。
- 『魔法戦士スイートナイツ2（上巻）』パンプキンノベルズ、著：あもんひろし、イーグルパブリシング、2004年11月。
- 『魔法戦士スイートナイツ2（下巻）』パンプキンノベルズ、著：あもんひろし、イーグルパブリシング、2005年1月。
- 『光臨天使エンシェル・レナ』パンプキンノベルズ、著：高橋ショウ、イーグルパブリシング、2005年7月。
- 『光臨天使エンシェル・レナ 淫辱の螺旋』二次元ドリームノベルズ、小説：黒井弘騎・挿絵：三色網戸。、キルタイムコミュニケーション、2005年8月。
- 『魔法戦士シンフォニックナイツ』二次元ドリームノベルズ、小説：空蝉・挿絵：あきのしん、キルタイムコミュニケーション、2007年6月。
- 『魔法戦士エリクシルナイツ～運命に繋がれし乙女たち～』二次元ドリームノベルズ、小説：斐芝嘉和・挿絵：FCT、キルタイムコミュニケーション、2007年12月。
- 『来てね！魔法戦士の学園祭』パンプキンノベルズ、著：児玉新一郎、イーグルパブリシング、2009年7月。
- 『sin 光臨天使エンシェル・レナ FD THE NOVEL』二次元ドリームノベルズ、小説：黒井弘騎・挿絵：三色網戸。、キルタイムコミュニケーション、2019年11月。
- 『魔法戦士エメロードナイツ-絆を紡ぐ女神たち-』ぷちぱら文庫、著：野山風一郎、パラダイム、2020年5月。

## コラボレーション
- ヒロイン絶滅計画
- エデンズリッターグレンツェ